# Натурник-мільйонер
«Натурник-мільйонер» (англ. The Model Millionaire) — оповідання ірландського письменника Оскара Вайлда. Твір вперше опубліковано 1887 року на сторінках журналу «Світ». 1891 року оповідання увійшло до складу збірки «Злочин лорда Артура Севайла та інші історії».

## Сюжет
Г'ю Ерскін — надзвичайно красивий юнак, який, однак, не має жодного таланту до заробляння грошей. Щоб одружитися зі своєю коханою Лаурою Мертон, йому потрібно здобути десять тисяч фунтів, щонайменша сума за якої батько Лаури погодився б віддати за нього свою дочку.
Невдовзі Г'ю навідується до свого друга, художника Алана Тревора, який саме пише картину жебрака. Коли Тревор мусить відлучитися на деякий час, Г'ю зі співчуття до старого натурника-жебрака дає йому свого останнього золотого. Як виявилось, під виглядом жебрака ховається багатий барон Гаусберг, який замовив свій портрет в образі безхатька. Зачарований вчинком юнака, багатій дарує Г'ю чек на десять тисяч фунтів. «Натурників-багатіїв, — зауважив Алан, — зустрінеш нечасто, але, їй-богу, багатих натур ще рідше!».

## Переклад українською
- «Злочин лорда Артура Севайла та інші оповідання» / Оскар Вайльд ; пер. з англ. Ілька Корунця та Оксани Вергелес. — К. : Знання, 2017. — 223 с. — (English Library).